# Mia moglie mi tradisce
Mia moglie mi tradisce (Tea for Three) è un film muto del 1927 diretto da Robert Z. Leonard. La sceneggiatura di F. Hugh Herbert si basa sul lavoro teatrale Tea for Three di Roi Cooper Megrue, adattamento del romanzo Am Teetisch, Lustspiel in drei Akten di Karl Sloboda. Prodotto e distribuito dalla Metro-Goldwyn-Mayer, il film aveva come interpreti Lew Cody, Aileen Pringle, Owen Moore, Phillips Smalley, Dorothy Sebastian, Edward Thomas.

## Trama
Carter Langford, un facoltoso uomo d'affari, è di carattere possessivo ed è gelosissimo della moglie Doris. Uno che lo infastidisce particolarmente è Philip Collamore, un giovane scapolo che lui pensa ronzi troppo intorno alla moglie. Così, quando lei si dimostra particolarmente divertita da una storiella che le racconta Philip (e che il marito le aveva già raccontato in precedenza senza grande successo), pensa che lei abbia riso perché c'è qualcosa tra i due. Per la testa, non gli passa minimamente l'idea che la risata sia stata provocata semplicemente dal fatto che Philip è un narratore brillante e più abile di lui. La situazione gli sembra così buia, che comincia a pensare addirittura al suicidio. Mentre sono in crociera, a bordo di un transatlantico, e lui elucubra i suoi tristi pensieri, Doris avrà l'occasione di guarire il marito dalla gelosia, riportandolo a una visione molto meno tragica e ossessiva della vita.

## Produzione
Il film fu prodotto dalla Metro-Goldwyn-Mayer (MGM).

## Distribuzione
Il copyright del film, richiesto dalla Metro-Goldwyn-Mayer Distributing Corp., fu registrato il 22 novembre 1927 con il numero LP24746. Distribuito dalla Metro-Goldwyn-Mayer (MGM) il film uscì nelle sale cinematografiche statunitensi il 10 dicembre 1927 dopo essere stato presentato in prima a New York il 29 ottobre 1927. In Austria, con il titolo Tee für Drei, fu distribuito nel 1928. Nel 1929, uscì in Irlanda (24 febbraio) e in Portogallo (13 marzo, come Chá para Três). In Danimarca, con il titolo Te til tre, uscì il 27 aprile 1930.
Non si conoscono copie ancora esistenti della pellicola che viene considerata presumibilmente perduta.